# Leptotarsus (Longurio) ixion
Leptotarsus (Longurio) ixion is een tweevleugelige uit de familie langpootmuggen (Tipulidae). De soort komt voor in het Neotropisch gebied.